# NGC 3334
NGC 3334 је лентикуларна галаксија у сазвежђу Мали лав која се налази на NGC листи објеката дубоког неба.
Деклинација објекта је + 37° 18' 45" а ректасцензија 10h 41m 31,1s. Привидна величина (магнитуда) објекта NGC 3334 износи 12,9 а фотографска магнитуда 13,9. NGC 3334 је још познат и под ознакама UGC 5817, MCG 6-24-4, CGCG 184-5, PGC 31845.